# Nicolas Armindo
Nicolas Armindo (ur. 8 marca 1982 w Colmar) – portugalski kierowca wyścigowy pochodzenia francuskiego.

## Życiorys
Armindo rozpoczął karierę w wyścigach samochodowych w roku 2001, od startów we Francuskiej Formule Campus. Z dorobkiem 162 punktów uplasował się na najniższym stopniu podium klasyfikacji generalnej. W późniejszych latach startował także w Europejskim Pucharze Formuły Renault 2000, Formule 3 Euro Series, Niemieckim Pucharze Porsche Carrera, FIA GT Championship, Porsche Supercup, FIA GT3 European Championship, ADAC GT Masters, Światowym Pucharze Porsche Carrera, 24h Le Mans, Grand American Rolex Series, Intercontinental Le Mans Cup, Le Mans Series, British GT Championship, Blancpain Endurance Series, FIA World Endurance Championship, European Le Mans Series w American Le Mans Series, Championnat de France FFSA GT oraz Francuskiego Pucharu Porsche Carrera.
W Formule 3 Euro Series wystartował w 2003 roku z francuską ekipą Saulnier Racing. Jednak w żadnym z czterech wyścigów, w których wystartował, nie zdołał zdobyć punktów.